# Eugenio Arellano Fernández
Eugenio Arellano Fernández MCCJ (* 13. November 1944 in Corella) ist ein spanisch-ecuadorianischer römisch-katholischer Ordensgeistlicher und emeritierter Apostolischer Vikar von Esmeraldas.

## Leben
Eugenio Arellano Fernández trat der Ordensgemeinschaft der Comboni-Missionare bei und absolvierte das Noviziat in Moncada. Nachdem Arellano Fernández am 15. August 1968 die Profess abgelegt hatte, studierte er Philosophie in Portugal und Katholische Theologie in Paris. Am 18. Dezember 1972 empfing er das Sakrament der Priesterweihe.
Arellano Fernández war zunächst als Ausbilder in der Niederlassung der Comboni-Missionare in Barcelona tätig. 1977 wurde er als Missionar nach Ecuador entsandt, wo er in San Lorenzo im Apostolischen Vikariat Esmeraldas wirkte. 1982 wurde Eugenio Arellano Fernández Pfarrer der Pfarrei Santa Marianita in Esmeraldas. Daneben war er sechs Jahre lang Provinzial der Ordensprovinz Ecuador und Kolumbien der Comboni-Missionare. Später war Arellano Fernández als Ausbilder der Theologiestudenten und als Superior der Niederlassung seiner Ordensgemeinschaft in Paris tätig.
Papst Johannes Paul II. ernannte ihn am 1. Juni 1995 zum Apostolischen Vikar von Esmeraldas und zum Titularbischof von Cellae in Proconsulari. Die Bischofsweihe spendete ihm der Apostolische Nuntius in Ecuador, Erzbischof Francesco Canalini, am 20. August desselben Jahres in der Kathedrale Cristo Rey in Esmeraldas; Mitkonsekratoren waren José Mario Ruiz Navas, Erzbischof von Portoviejo, und Olindo Natale Spagnolo Martellozzo MCCJ, Weihbischof in Guayaquil. Eugenio Arellano Fernández wählte den Wahlspruch Fieles a Jesús, servidores del pueblo. Später erhielt er die ecuadorianische Staatsbürgerschaft. Vom 28. April 2017 bis 11. November 2020 war Arellano Fernández zudem Vorsitzender der Ecuadorianischen Bischofskonferenz.
Am 5. Juli 2021 nahm Papst Franziskus das von Eugenio Arellano Fernández aus Altersgründen vorgebrachte Rücktrittsgesuch an.